# Лауреаты премии Правительства Российской Федерации имени Ю. А. Гагарина в области космической деятельности
Лауреаты премии Правительства Российской Федерации имени Ю. А. Гагарина в области космической деятельности — перечень награждённых правительственной наградой Российской Федерации, присужденной за достижения в области космической деятельности.

## Лауреаты премии 2011 года
- Коптев, Юрий Николаевич — доктор технических наук, профессор, председатель научно-технического совета Государственной корпорации по содействию разработке, производству и экспорту высокотехнологичной промышленной продукции «Ростехнологии»;
- Бакланов, Олег Дмитриевич, кандидат технических наук, научный руководитель программ по ракетно-космической технике открытого акционерного общества «Корпорация „Рособщемаш“»;
- Догужиев Виталий Хуссейнович, пенсионер;
- Шишкин, Олег Николаевич, пенсионер;
- Черток, Борис Евсеевич, академик Российской академии наук, доктор технических наук, главный научный консультант открытого акционерного общества «Ракетно-космическая корпорация „Энергия“ имени С. П. Королёва»;

— за развитие ракетно-космической промышленности, организацию космической деятельности и использования её результатов в интересах науки, обеспечения социально-экономического развития и обороноспособности страны.
- Леонов, Алексей Архипович, кандидат технических наук, лётчик-космонавт СССР;
- Быковский, Валерий Фёдорович, кандидат технических наук, лётчик-космонавт СССР;
- Волынов, Борис Валентинович, кандидат технических наук, лётчик-космонавт СССР;
- Горбатко, Виктор Васильевич, лётчику-космонавту СССР;
- Терешкова, Валентина Владимировна, кандидат технических наук, лётчик-космонавт СССР;

— за развитие отечественной пилотируемой космонавтики, личное участие в осуществлении первых пилотируемых полётов, развитие международного сотрудничества в области космической деятельности, популяризацию достижений отечественной космонавтики.
- Асюшкин, Владимир Андреевич, кандидат технических наук, заместитель генерального конструктора и генерального директора по средствам выведения федерального государственного унитарного предприятия «Научно-производственное объединение имени С. А. Лавочкина», Ишин, Сергей Вячеславович, заместитель начальника — главный конструктор центра средств выведения, Михалевский, Константин Иванович, главный технолог, — работники того же предприятия;
- Васютин, Юрий Иванович, кандидат технических наук, начальник отдела Конструкторского бюро химического машиностроения имени А. М. Исаева — филиал федерального государственного унитарного предприятия «Государственный космический научно-производственный центр имени М. В. Хруничева»;
- Малинин, Виктор Иванович, начальник лаборатории федерального государственного унитарного предприятия «Научно-производственный центр автоматики и приборостроения имени академика Н. А. Пилюгина»;

— за создание, эксплуатацию и модернизацию комплекса универсальных разгонных блоков типа «Фрегат» для запусков космических аппаратов на высокоэнергетические орбиты.
- Семёнов, Юрий Павлович, академик Российской академии наук, доктор технических наук, председатель президиума научно-технического совета открытого акционерного общества «Ракетно-космическая корпорация „Энергия“ имени С. П. Королёва», Брюханов, Николай Альбертович, заместитель генерального конструктора, главный конструктор пилотируемых комплексов, Хамиц, Игорь Игоревич, руководитель научно-технического центра, заместитель главного конструктора пилотируемых комплексов, — работники того же акционерного общества;
- Кижаев, Александр Петрович, заместитель главного инженера — начальник контрольно-испытательной станции закрытого акционерного общества «Завод экспериментального машиностроения Ракетно-космической корпорации „Энергия“ имени С. П. Королёва»;
- Краснов, Алексей Борисович, начальник управления пилотируемых программ Федерального космического агентства;

— за разработку, создание и интеграцию первого этапа российского сегмента Международной космической станции.
- Поздняков, Сергей Сергеевич, генеральный директор — главный конструктор открытого акционерного общества «Научно-производственное предприятие „Звезда“ имени академика Г. И. Северина»; Алексеев, Анатолий Васильевич, заместитель главного конструктора — директор программ по космическому оборудованию и снаряжению, Шарипов, Ринат Хасанович, кандидат технических наук, главный специалист, — работники того же акционерного общества;
- Беляков, Игорь Борисович, заместитель руководителя научно-технического центра, начальник отделения открытого акционерного общества «Ракетно-космическая корпорация „Энергия“ имени С. П. Королёва»;
- Ботвинко, Александр Григорьевич, заместитель начальника отделения федерального государственного унитарного предприятия «Центр эксплуатации объектов наземной космической инфраструктуры»;

— за создание скафандров для выполнения работ в открытом космическом пространстве по поддержанию функционирования Международной космической станции и проведению научно-технических экспериментов на её внешней поверхности.
- Бобров, Владимир Юрьевич, заместитель начальника отраслевого конструкторского бюро федерального государственного унитарного предприятия Ордена Трудового Красного Знамени центральный научно-исследовательский институт «Комета», Буянов, Сергей Васильевич, заместитель начальника отдела, Ленточников, Максим Викторович, начальник отдела, — работники того же предприятия;
- Гришин, Вячеслав Юрьевич, заместитель генерального директора — первый заместитель главного конструктора открытого акционерного общества «Научно-исследовательский институт „Субмикрон“»;
- Киреев, Владимир Николаевич, заместитель директора общества с ограниченной ответственностью «Центр сертификационных исследований»;

— за создание базовой унифицированной бортовой аппаратуры космических радиолиний.
- Горшков, Олег Анатольевич, доктор технических наук, профессор, начальник отдела государственного научного центра Российской Федерации — федерального государственного унитарного предприятия «Исследовательский центр имени М. В. Келдыша»; Васин, Анатолий Иванович, кандидат технических наук, ведущий научный сотрудник, Жуков, Юрий Васильевич, ведущий конструктор, Муравлёв, Вячеслав Анатольевич, старший научный сотрудник, Шутов, Владимир Николаевич, кандидат технических наук, ведущий инженер, — работники того же предприятия;

— за создание и практическое применение электроплазменных двигателей нового поколения.
- Алифанов, Олег Михайлович, член-корреспондент Российской академии наук, доктор технических наук, профессор, декан факультета № 6 федерального государственного бюджетного образовательного учреждения высшего профессионального образования «Московский авиационный институт (национальный исследовательский университет)», Тузиков, Сергей Анатольевич, заместитель декана факультета № 6, — работник того же учреждения;
- Лящук, Борис Анатольевич, исполнительный директор межрегиональной общественной организации «Российская академия космонавтики имени К. Э. Циолковского»;
- Соколов, Владимир Петрович, доктор технических наук, профессор, проректор по научной работе, заведующий кафедрой «Инновационные технологии аэрокосмической деятельности» федерального государственного бюджетного образовательного учреждения высшего профессионального образования «Российский государственный университет инновационных технологий и предпринимательства»;
- Соломко, Юрий Михайлович, заместитель директора по научно-просветительской работе государственного учреждения культуры города Москвы «Мемориальный музей космонавтики»;

— за цикл научно-методических работ по формированию и практической реализации инновационных образовательных программ и пропагандистских проектов для кадрового обеспечения космической деятельности.
- Сивирин, Пётр Яковлевич, доцент, начальник управления разработок систем связи и ретрансляции информации открытого акционерного общества «Информационные спутниковые системы» имени академика М. Ф. Решетнёва", Крутских, Евгений Ильич, заместитель главного конструктора проектирования и испытаний радиоэлектронной аппаратуры, Михнёв, Михаил Михайлович, кандидат технических наук, доцент, первый заместитель главного инженера — главный технолог, Сорокваша, Геннадий Григорьевич, начальник управления сводного планирования и координации работ, Христич, Валерий Васильевич, доцент, начальник отдела термовакуумных испытаний, — работники того же акционерного общества;

— за создание, освоение промышленного производства, испытания и эксплуатацию космических систем связи социально-экономического, военного и двойного назначения.
- Кукушкин, Сергей Геннадьевич, заместитель генерального директора по управлению персоналом, доцент открытого акционерного общества «Информационные спутниковые системы» имени академика М. Ф. Решетнёва", Головёнкин, Евгений Николаевич, доктор технических наук, профессор, начальник отдела, Охоткин, Кирилл Германович, ведущий специалист по инновационному развитию, кандидат физико-математических наук, доцент, Халиманович, Владимир Иванович, кандидат физико-математических наук, профессор, заместитель генерального конструктора по механическим системам космических аппаратов — директор отраслевого центра крупногабаритных трансформируемых механических систем — работники того же акционерного общества;
- Ковалёв, Игорь Владимирович, доктор технических наук, профессор, ректор федерального государственного бюджетного образовательного учреждения высшего профессионального образования «Сибирский государственный аэрокосмический университет имени академика М. Ф. Решетнёва»,

— за создание интегрированной системы формирования, подготовки, закрепления и профессионального роста специалистов и научных кадров для ракетно-космической промышленности.

## Лауреаты премии 2016 года
- Головин, Юрий Макарьевич, доктор технических наук, начальник отдела государственного научного центра Российской Федерации — федерального государственного унитарного предприятия «Исследовательский центр имени М. В. Келдыша», руководитель работы;
- Завелевич, Феликс Самуилович, доктор технических наук, старший научный сотрудник, начальник лаборатории, работник того же предприятия;
- Архипов, Сергей Алексеевич, кандидат технических наук, начальник СКБ-1, главный конструктор космических и авиационных систем дистанционного зондирования Земли публичного акционерного общества «Красногорский завод им. С. А. Зверева»;
- Геча, Владимир Яковлевич, доктор технических наук, профессор, заместитель генерального директора по научной работе акционерного общества «Научно-производственная корпорация „Космические системы мониторинга, информационно-управляющие и электромеханические комплексы“ имени А. Г. Иосифьяна»;
- Романовский, Александр Сергеевич, кандидат технических наук, старший научный сотрудник, начальник отдела Научно-исследовательского института информатики и систем управления федерального государственного бюджетного образовательного учреждения высшего профессионального образования «Московский государственный технический университет имени Н. Э. Баумана»,

— за создание бортового фурье-спектрометра ИКФС-2 для температурно-влажностного зондирования атмосферы Земли в составе космического комплекса «Метеор-3М».
- Бармин, Игорь Владимирович, член-корреспондент Российской академии наук, доктор технических наук, профессор, генеральный конструктор по наземной космической инфраструктуре — заместитель генерального директора федерального государственного унитарного предприятия «Центр эксплуатации объектов наземной космической инфраструктуры», руководитель работы, Яроцкий, Борис Иванович, начальник управления по программе «Союз в ГКЦ», работник того же предприятия;
- Баранов, Дмитрий Александрович, заместитель генерального конструктора — главный конструктор по средствам выведения акционерного общества «Ракетно-космический центр «Прогресс»», Сократов, Сергей Иванович, главный конструктор — начальник отделения, работник того же акционерного общества;
- Золотов, Андрей Семёнович, начальник испытательного центра «Космодромы» федерального государственного унитарного предприятия «Научно-производственное объединение имени С. А. Лавочкина»;

— за реализацию проекта «Союз в Гвианском космическом центре».
- Коротеев, Анатолий Сазонович, академик Российской академии наук, доктор технических наук, профессор, член президиума межрегиональной общественной организации «Российская академия космонавтики имени К. Э. Циолковского», генеральный директор государственного научного центра Российской Федерации — федерального государственного унитарного предприятия «Исследовательский центр имени М. В. Келдыша», руководитель работы, Давыдов, Виталий Анатольевич, кандидат экономических наук, член президиума той же общественной организации, заместитель генерального директора — председатель научно-технического совета Фонда перспективных исследований, Макаров, Юрий Николаевич, доктор экономических наук, кандидат технических наук, член президиума той же общественной организации, бывший начальник управления стратегического планирования Федерального космического агентства, Матвеева, Елизавета Борисовна, учёный секретарь секции той же общественной организации, главному специалисту федерального государственного унитарного предприятия «Центр эксплуатации объектов наземной космической инфраструктуры», Хмырова, Алла Александровна, кандидат технических наук, доцент, генеральный директор закрытого акционерного общества "Научно-исследовательский институт «ЭНЦИТЕХ», — действительным членам той же общественной организации;

— за комплекс трудов в области гуманитарного, архивного и научно-технологического наследия космической деятельности России, способствующих вовлечению в культурный, образовательный и научный оборот исторически достоверных общедоступных информационных ресурсов о космонавтике.
- Сторож, Александр Дмитриевич, первый заместитель генеральный конструктор акционерного общества "Ракетно-космический центр «Прогресс», руководитель работы, Стратилатов, Николай Ремирович, кандидат технических наук, главный конструктор — начальник отделения, работник того же акционерного общества;
- Шишанов, Анатолий Васильевич, кандидат технических наук, генеральный директор акционерного общества «Научно-исследовательский институт точных приборов»;
- Бакланов, Александр Иванович, кандидат технических наук, заместитель генерального директора — директор филиала — главный конструктор филиала акционерного общества "Ракетно-космический центр «Прогресс» — научно-производственного предприятия «Оптико-электронные комплексы и системы»;
- Герасименко, Владимир Владимирович, главный конструктор детальных космических средств дистанционного зондирования Земли — начальник отдела космических средств дистанционного зондирования Земли публичного акционерного общества «Красногорский завод им. С. А. Зверева»;

— за создание космического комплекса «Ресурс-П» в составе космических аппаратов «Ресурс-П» № 1, N 2, наземного комплекса управления, наземного комплекса планирования целевого применения, приёма, обработки и распространения информации дистанционного зондирования Земли.
- Литовченко, Дмитрий Цезарьевич, доктор технических наук, старший научный сотрудник, начальник теоретико-тематического отделения, заместитель генерального директора — генерального конструктора по научному обеспечению разработок открытого акционерного общества "Корпорация космических систем специального назначения «Комета», руководителю работы, Аржененко, Наталия Ивановна, доктор технических наук, доцент, начальник отдела, Красоткин, Валерий Сергеевич, доктор технических наук, старший научный сотрудник, заместитель начальника лаборатории, — работники того же акционерного общества;
- Ягольников, Сергей Васильевич, доктор технических наук, профессор, начальник федерального государственного бюджетного учреждения «Центральный научно-исследовательский институт Войск воздушно-космической обороны» Министерства обороны Российской Федерации;
- Ушаков, Николай Николаевич, кандидат технических наук, старший научный сотрудник государственного научного центра Российской Федерации — федерального государственного унитарного предприятия «Исследовательский центр имени М. В. Келдыша»;

— за работу в области космической деятельности.
- Иванов, Владимир Леонтьевич, доктор военных наук, профессор, советник генерального директора федерального государственного унитарного предприятия «Государственный космический научно-производственный центр имени М. В. Хруничева», руководитель работы;
- Каторгин, Борис Иванович, академик Российской академии наук, доктор технических наук, заведующий кафедрой федерального государственного бюджетного образовательного учреждения высшего образования «Московский авиационный институт (национальный исследовательский университет)»;
- Бальмонт, Борис Владимирович, почётный член межрегиональной общественной организации «Российская академия космонавтики имени К. Э. Циолковского», бывший первый заместитель Министра общего машиностроения СССР, Коновалов, Владимир Николаевич, кандидат технических наук, доцент, бывший заместитель Министра общего машиностроения СССР, — пенсионеры;
- Анфимов, Николай Аполлонович, академик Российской академии наук, доктор технических наук, профессор, советник генерального директора федерального государственного унитарного предприятия «Центральный научно-исследовательский институт машиностроения»;

— за организацию разработки и создания ракетно-космической техники, использования результатов космической деятельности на базе системы космических средств двойного назначения.
- Ахметов, Равиль Нургалиевич, доктор технических наук, первый заместитель генерального директора — генеральный конструктор акционерного общества «Ракетно-космический центр „Прогресс“, руководитель работы, Пашистов, Владимир Владимирович, заместитель генерального директора по производству, работник того же акционерного общества;
- Иванов, Николай Александрович, начальник отдела акционерного общества „Научно-производственное объединение автоматики имени академика Н. А. Семихатова“;
- Горохов, Виктор Дмитриевич, доктор технических наук, профессор, главный конструктор акционерного общества „Конструкторское бюро химавтоматики“;
- Баранов, Анатолий Николаевич, заместитель начальника отделения филиала федерального государственного унитарного предприятия „Центр эксплуатации объектов наземной космической инфраструктуры“ — „Научно-исследовательский институт стартовых комплексов имени В. П. Бармина“;

— за разработку, испытания и эксплуатацию ракеты-носителя „Союз-2“.
- Борисов, Дмитрий Марианович, доктор технических наук, профессор, заместитель начальника отделения — начальник отдела государственного научного центра Российской Федерации — федерального государственного унитарного предприятия „Исследовательский центр имени М. В. Келдыша“, руководитель работы, Волкова, Лариса Ивановна, доктор технических наук, главный научный сотрудник, Пономарёв, Николай Борисович, кандидат технических наук, начальник сектора, Руденко, Александр Михайлович, доктор технических наук, ведущему научному сотрудник, — работники того же предприятия;
- Чембарцев, Сергей Владимирович, начальник отдела акционерного общества „Конструкторское бюро химавтоматики“;

— за работу в области космической деятельности.
- Кочура, Сергей Григорьевич, кандидат технических наук, заместитель генерального конструктора по электрическому проектированию и системам управления космических аппаратов акционерного общества „Информационные спутниковые системы“ имени академика М. Ф. Решетнёва», руководитель работы, Анкудинов, Александр Владимирович, кандидат технических наук, доцент, заместитель начальника управления сводного планирования и координации работ, Попов, Василий Владимирович, главный конструктор общего проектирования космических аппаратов — начальник отделения, Сторожев, Сергей Владимирович, главный конструктор разработки космических комплексов (систем) координатно-метрического назначения, наземных комплексов управления и баллистического обеспечения — начальник отделения, Шилов, Владимир Николаевич, ведущий инженер-конструктор отдела общего проектирования космических аппаратов и систем, — работники того же акционерного общества;

— за работу в области космической деятельности.
- Лончаков, Юрий Валентинович, доктор технических наук, начальник федерального государственного бюджетного учреждения «Научно-исследовательский испытательный центр подготовки космонавтов имени Ю. А. Гагарина», руководитель работы, Корзун, Валерий Григорьевич, заместитель начальника — командир отряда космонавтов, Маленченко, Юрий Иванович, инструктор-космонавт-испытатель 1 класса группы инструкторов-космонавтов отряда космонавтов, Онуфриенко, Юрий Иванович, начальник 3 управления, — работники того же учреждения;
- Гидзенко, Юрий Павлович, начальник отделения 32 открытого акционерного общества «Ракетно-космическая корпорация „Энергия“ имени С. П. Королёва»;

— за создание технологии многосегментной подготовки к полёту экипажей международной космической станции.

## Лауреаты премии 2021 года
1) Лихачевой Ларисе Николаевне, заместителю директора федерального государственного бюджетного учреждения науки Физический институт имени П. Н. Лебедева Российской академии наук, руководителю работы, Попову Михаилу Васильевичу, доктору физико-математических наук, главному научному сотруднику, работнику того же учреждения; Новикову Борису Сергеевичу, начальнику лаборатории федерального государственного бюджетного учреждения науки Институт космических исследований Российской академии наук; Мендерову Александру Валентиновичу, ведущему конструктору отдела бортовых целевых и научных комплексов акционерного общества «Научно-производственное объединение им. С. А. Лавочкина», Ульяшину Александру Ивановичу, ведущему конструктору отдела аппаратуры аппаратных средств систем управления, работнику того же акционерного общества, — за создание орбитальной астрофизической обсерватории «Спектр-Р» («Радиоастрон») и выполнение программы научных исследований;
2) Бересневу Александру Германовичу, доктору технических наук, генеральному директору акционерного общества «Композит», руководителю работы, Бутриму Виктору Николаевичу, доктору технических наук, главному металлургу, Маринину Святославу Федоровичу, кандидату технических наук, бывшему начальнику лаборатории, пенсионеру, Каширцеву Валентину Николаевичу, заместителю начальника отделения, — работникам того же акционерного общества, — за создание комплекса инновационных металлургических технологий и малотоннажных производств для обеспечения предприятий ракетно-космической промышленности;
3) Семѐнкину Александру Вениаминовичу, доктору технических наук, заместителю генерального директора по космическим аппаратам и энергетике — начальнику отделения акционерного общества «Государственный научный центр Российской Федерации „Исследовательский центр имени М. В. Келдыша“», руководителю работы, Каревскому Андрею Владимировичу, кандидату технических наук, начальнику отдела, Ловцову Александру Сергеевичу, кандидату физикоматематических наук, начальнику отдела, Федотову Сергею Юрьевичу, начальнику отдела, Филатову Николаю Ивановичу, начальнику отделения, — работникам того же акционерного общества, — за создание комплекса физического моделирования мощных ядерных энергодвигательных установок космического назначения и испытаний их составных частей;
4) Калашникову Дмитрию Алексеевичу, руководителю центра публичного акционерного общества «Ракетно-космическая корпорация „Энергия“ имени С. П. Королёва», руководителю работы, Калери Александру Юрьевичу, инструктору-космонавту-испытателю 1 класса — руководителю центра, Коваленко Андрею Александровичу, кандидату технических наук, начальнику отдела, Муртазину Рафаилу Фарвазовичу, кандидату технических наук, заместителю руководителя центра, начальнику отдела, Станиловской Вере Ивановне, кандидату технических наук, начальнику отдела, — работникам того же акционерного общества, — за создание, внедрение, развитие и эксплуатацию системы управления полетом пилотируемых орбитальных станций;
5) Попову Гарри Алексеевичу, академику Российской академии наук, доктору технических наук, профессору, директору — главному конструктору научно-исследовательского института прикладной механики и электродинамики федерального государственного бюджетного образовательного учреждения высшего образования «Московский авиационный институт (национальный исследовательский университет)», руководителю работы, Киму Владимиру, доктору технических наук, старшему научному сотруднику, главному научному сотруднику, Петухову Вячеславу Георгиевичу, члену-корреспонденту Российской академии наук, доктору технических наук, первому заместителю директора по науке, — работникам того же учреждения; Жасану Валерию Семѐновичу, главному конструктору по направлению акционерного общества «Опытное конструкторское бюро „Факел“»; Кириллову Валерию Александровичу, начальнику отдела общего проектирования космических аппаратов и систем акционерного общества «„Информационные спутниковые системы“ имени академика М. Ф. Решетнёва», — за комплекс научно-исследовательских и опытно-конструкторских работ в обеспечение высокоэффективного довыведения космических аппаратов повышенной массы на геостационарную орбиту с использованием стационарных плазменных двигателей;
6) Максимову Юрию Викторовичу, кандидату технических наук, заместителю генерального директора по качеству акционерного общества «„Информационные спутниковые системы“ имени академика М. Ф. Решетнёва», руководителю работы, Максимову Игорю Александровичу, доктору технических наук, начальнику отдела, работнику того же акционерного общества; Орлову Виктору Ивановичу, кандидату технических наук, директору акционерного общества «Испытательный технический центр — НПО ПМ»; Борисову Кириллу Валерьевичу, директору департамента автоматических космических комплексов и систем Государственной корпорации по космической деятельности «Роскосмос»; Стешенко Владимиру Борисовичу, кандидату технических наук, доценту, заместителю генерального конструктора по электронной компонентной базе акционерного общества «Российская корпорация ракетно-космического приборостроения и информационных систем», — за разработку и внедрение в промышленное производство методологии обеспечения автоматических космических аппаратов высоконадежной электронной компонентной базой;
7) Харламову Максиму Михайловичу, кандидату экономических наук, начальнику федерального государственного бюджетного учреждения «Научно-исследовательский испытательный центр подготовки космонавтов имени Ю. А. Гагарина», руководителю работы, Долгову Павлу Павловичу, кандидату технических наук, старшему научному сотруднику, заместителю начальника управления по научно-исследовательской и испытательной работе, Кондратьеву Андрею Сергеевичу, начальнику отдела, Новицкому Олегу Викторовичу, инструктору-космонавту-испытателю 2 класса группы инструкторов-космонавтов отряда космонавтов, — работникам того же учреждения; Фоминой Елене Валентиновне, доктору биологических наук, профессору, ведущему научному сотруднику — заведующему лабораторией профилактики гипогравитационных нарушений федерального государственного бюджетного учреждения науки Государственный научный центр Российской Федерации — Институт медико-биологических проблем Российской академии наук, — за создание комплекса методов и технологий для отработки ключевых операций и поддержания высокой работоспособности космонавтов в интересах обеспечения полетов на Луну и Марс;
8) Сойферу Виктору Александровичу, академику Российской академии наук, доктору технических наук, профессору, президенту федерального государственного автономного образовательного учреждения высшего образования «Самарский национальный исследовательский университет имени академика С. П. Королёва», руководителю работы, Салмину Вадиму Викторовичу, доктору технических наук, профессору, заведующему кафедрой космического машиностроения имени генерального конструктора Д. И. Козлова, Ткаченко Ивану Сергеевичу, кандидату технических наук, доценту, исполнительному директору института авиационной и ракетнокосмической техники, — работникам того же учреждения; Аншакову Геннадию Петровичу, члену-корреспонденту Российской академии наук, доктору технических наук, профессору, заместителю генерального конструктора по испытаниям акционерного общества «Ракетнокосмический центр „Прогресс“»; Кононенко Олегу Дмитриевичу, инструктору-космонавту-испытателю — заместителю начальника Центра по подготовке космонавтов — командиру отряда космонавтов федерального государственного бюджетного учреждения «Научно-исследовательский испытательный центр подготовки космонавтов имени Ю. А. Гагарина», — за создание научно-образовательного практико-ориентированного комплекса междисциплинарных учебных программ и лабораторноиспытательных установок для подготовки специалистов по сквозным технологиям космического дистанционного зондирования Земли;
9) Первову Михаилу Андреевичу, генеральному директору общества с ограниченной ответственностью "Издательский дом «Столичная Энциклопедия», руководителю работы; Гафарову Альберту Акрамутдиновичу, кандидату технических наук, начальнику сектора акционерного общества «Государственный научный центр Российской Федерации „Исследовательский центр имени М. В. Келдыша“»; Радченко Эдуарду Тимофеевичу, бывшему советнику генерального конструктора конструкторского бюро «Салют» акционерного общества «Государственный космический научно-производственный центр имени М. В. Хруничева», пенсионеру; Судакову Владимиру Сергеевичу, главному специалисту акционерного общества «НПО Энергомаш имени академика В. П. Глушко»; Филину Вячеславу Михайловичу, доктору технических наук, профессору аспирантуры публичного акционерного общества «Ракетно-космическая корпорация „Энергия“ имени С. П. Королёва», — за создание книжной серии «Развитие отечественной ракетно-космической науки и техники» в 6 томах (2014—2019 годы);
10) Францкевичу Владимиру Платоновичу, кандидату технических наук, доценту, главному конструктору по ракетно-космической технике — первому заместителю генерального директора акционерного общества «Машиностроительное конструкторское бюро „Искра“ имени Ивана Ивановича Картукова», руководителю работы, Волчкову Виктору Михайловичу, заместителю главного конструктора по космической технике, работнику того же акционерного общества; Кондакову Михаилу Александровичу, начальнику испытательной станции (начальнику отделения) федерального государственного унитарного предприятия «Федеральный центр двойных технологий „Союз“», Эйхенвальду Валерию Наумовичу, кандидату технических наук, старшему научному сотруднику, главному конструктору направления, работнику того же предприятия, — за разработку и поддержание высокой надежности твердотопливных ракетных двигателей в системах аварийного спасения экипажей и мягкой посадки спускаемых аппаратов транспортных пилотируемых кораблей «Союз МС».

### О присуждении премий
- Постановление Правительства Российской Федерации от 4 апреля 2011 г. № 240 «О премиях Правительства Российской Федерации имени Ю. А. Гагарина в области космической деятельности». rg.ru. Дата обращения: 24 февраля 2017.
- Распоряжение о присуждении премии Правительства РФ имени Ю. А. Гагарина в области космической деятельности за 2011 год и присвоить звание «Лауреат премии Правительства РФ имени Ю.А. Гагарина в области космической деятельности». rg.ru. Дата обращения: 24 февраля 2017.
- Распоряжение Правительства Российской Федерации от 6 февраля 2016 № 176-р «О присуждении в 2016 году премий Правительства Российской Федерации имени Ю. А. Гагарина в области космической деятельности». rg.ru. Дата обращения: 16 декабря 2022.
- Распоряжение Правительства Российской Федерации  от 22 сентября 2021 года № 2640-р  «О присуждении в 2021 году премий Правительства Российской Федерации имени Ю. А. Гагарина в области космической деятельности». government.ru. Дата обращения: 27 сентября 2021.